# All England 1988
Die All England 1988 im Badminton fanden vom 16. bis zum 20. März 1988 in London statt. Sie waren die 78. Auflage dieser Veranstaltung. Am 14. und 15. März fand eine Qualifikation für das Hauptturnier im Watford Leisure Centre statt. Das Preisgeld betrug 75.000 US-Dollar.

## Austragungsort
- Wembley Arena

## Finalresultate
| Disziplin    | Sieger                    | Finalist                        | Ergebnis          |
| ------------ | ------------------------- | ------------------------------- | ----------------- |
| Herreneinzel | Ib Frederiksen            | Morten Frost                    | 8–15, 15–7, 15–10 |
| Dameneinzel  | Gu Jiaming                | Lee Young-suk                   | 11–2, 11–2        |
| Herrendoppel | Li Yongbo Tian Bingyi     | Jalani Sidek Razif Sidek        | 15–6, 15–7        |
| Damendoppel  | Chung So-young Kim Yun-ja | Chung Myung-hee Hwang Hye-young | 15–8, 9–15, Aufg. |
| Mixed        | Wang Pengren Shi Fangjing | Jesper Knudsen Nettie Nielsen   | 15–9, 18–13       |

## Herreneinzel

### Setzliste
1. Morten Frost
2. Zhao Jianhua
3. Eddy Kurniawan
4. Zhang Qingwu
5. Darren Hall

### 1. Runde
- Morten Frost –  Jacob Thygesen: 15-3 / 15-1
- Kwan Yoke Meng –  Stellan Österberg: 15-4 / 15-13
- Thomas Kirkegaard –  Henrik Jessen: 15-12 / 15-11
- Pär-Gunnar Jönsson –  Lars Kaalk Andersen: 15-11 / 15-11
- Darren Hall –  Claus Thomsen: 15-5 / 15-2
- Sung Han-kuk –  Shinji Matsuura: 15-8 / 5-15 / 15-8
- Peter Axelsson –  Jon Holst-Christensen: 10-15 / 15-7 / 15-4
- Vimal Kumar –  Wong Tat Meng: 15-0 / 18-14
- Eddy Kurniawan –  Chan Chi Choi: 18-15 / 15-6
- Mike Butler –  Lex Coene: 8-15 / 15-3 / 18-15
- Jan S. Andersen –  Chris Jogis: 15-6 / 15-2
- Harald Klauer –  Matthew A. Smith: 12-15 / 15-9 / 15-7
- Zhang Qingwu –  Hamid Khan: 15-18 / 15-6 / 15-8
- Hiroki Eto –  Hans Sperre: 15-5 / 15-7
- Nick Yates –  Jens Olsson: 15-6 / 15-7
- Prakash Padukone –  Torben Carlsen: 15-4 / 15-7
- Peter Lund –  Lee Sang-bok: 7-5 ret.
- Foo Kok Keong –  Hiroshi Nishiyama: 15-12 / 15-7
- Lius Pongoh –  Miles Johnson: 15-10 / 15-7
- Michael Kjeldsen –  Bent Svenningsen: 15-11 / 17-15
- Andy Chong –  Andrei Antropow: 15-9 / 15-4
- Ib Frederiksen –  Ulf Johansson: 15-7 / 15-12
- Claus Overbeck –  Lau Wing Cheok: 11-15 / 17-14 / 17-16
- Pierre Pelupessy –  Steve Baddeley: w.o.
- Jörgen Tuvesson –  Guido Schänzler: 15-10 / 15-4
- Sze Yu –  Michael Adams: 15-5 / 15-6
- Ardy Wiranata –  Steve Butler: 15-18 / 15-8 / 15-12
- Jens Peter Nierhoff –  Sompol Kukasemkij: 15-6 / 18-14
- Rashid Sidek –  Anders Nielsen: 18-13 / 15-8
- Park Sung-bae –  Poul-Erik Høyer Larsen: 15-11 / 9-15 / 15-8
- Shuji Matsuno –  Syed Modi: 15-9 / 15-5
- Zhao Jianhua –  Patrik Andreasson: 15-12 / 15-3

### Sektion 1
|  | 2. Runde | 2. Runde            | 2. Runde | 2. Runde | 2. Runde |  |  | Achtelfinale | Achtelfinale        | Achtelfinale | Achtelfinale | Achtelfinale |  |  | Viertelfinale       | Viertelfinale | Viertelfinale | Viertelfinale | Viertelfinale |  |  | Halbfinale | Halbfinale | Halbfinale | Halbfinale | Halbfinale |
|  |          |                     |          |          |          |  |  |              |                     |              |              |              |  |  |                     |               |               |               |               |  |  |            |            |            |            |            |
|  |          | Ib Frederiksen      | 15       | 15       |          |  |  |              |                     |              |              |              |  |  |                     |               |               |               |               |  |  |            |            |            |            |            |
|  |          | Chong Weng Kai      | 5        | 9        |          |  |  |              | Ib Frederiksen      | 15           | 15           |              |  |  |                     |               |               |               |               |  |  |            |            |            |            |            |
|  |          | Pierre Pelupessy    | 10       | 15       | 15       |  |  |              | Pierre Pelupessy    | 9            | 9            |              |  |  |                     |               |               |               |               |  |  |            |            |            |            |            |
|  |          | Claus Overbeck      | 15       | 9        | 3        |  |  |              |                     |              |              |              |  |  | Ib Frederiksen      | 15            | 15            |               |               |  |  |            |            |            |            |            |
|  |          | Michael Kjeldsen    | 15       | 15       |          |  |  |              |                     |              |              |              |  |  | Michael Kjeldsen    | 5             | 5             |               |               |  |  |            |            |            |            |            |
|  |          | Lius Pongoh         | 7        | 3        |          |  |  |              | Michael Kjeldsen    | 18           | 10           | 15           |  |  |                     |               |               |               |               |  |  |            |            |            |            |            |
|  |          | Foo Kok Keong       | 15       | 15       |          |  |  |              | Foo Kok Keong       | 14           | 15           | 9            |  |  |                     |               |               |               |               |  |  |            |            |            |            |            |
|  |          | Peter Lind          | 8        | 12       |          |  |  |              |                     |              |              |              |  |  | Ib Frederiksen      | 15            | 15            |               |               |  |  |            |            |            |            |            |
|  |          | Jens Peter Nierhoff | 7        | 15       | 15       |  |  |              |                     |              |              |              |  |  | Jens Peter Nierhoff | 10            | 11            |               |               |  |  |            |            |            |            |            |
|  |          | Ardy Wiranata       | 15       | 8        | 4        |  |  |              | Jens Peter Nierhoff | 15           | 15           |              |  |  |                     |               |               |               |               |  |  |            |            |            |            |            |
|  |          | Sze Yu              | 15       | 15       |          |  |  |              | Sze Yu              | 6            | 7            |              |  |  |                     |               |               |               |               |  |  |            |            |            |            |            |
|  |          | Jörgen Tuvesson     | 11       | 5        |          |  |  |              |                     |              |              |              |  |  | Jens Peter Nierhoff | 15            | 15            |               |               |  |  |            |            |            |            |            |
|  |          | Park Sung-bae       | 15       | 15       |          |  |  |              |                     |              |              |              |  |  | Park Sung-bae       | 9             | 1             |               |               |  |  |            |            |            |            |            |
|  |          | Razif Sidek         | 5        | 4        |          |  |  |              | Park Sung-bae       | 15           | 15           |              |  |  |                     |               |               |               |               |  |  |            |            |            |            |            |
|  |          | Zhao Jianhua        | 15       | 15       |          |  |  |              | Zhao Jianhua        | 12           | 8            |              |  |  |                     |               |               |               |               |  |  |            |            |            |            |            |
|  |          | Shuji Matsuno       | 12       | 3        |          |  |  |              |                     |              |              |              |  |  |                     |               |               |               |               |  |  |            |            |            |            |            |

### Sektion 2
|  | 2. Runde | 2. Runde           | 2. Runde | 2. Runde | 2. Runde |  |  | Achtelfinale | Achtelfinale       | Achtelfinale | Achtelfinale | Achtelfinale |  |  | Viertelfinale  | Viertelfinale | Viertelfinale | Viertelfinale | Viertelfinale |  |  | Halbfinale | Halbfinale | Halbfinale | Halbfinale | Halbfinale |
|  |          |                    |          |          |          |  |  |              |                    |              |              |              |  |  |                |               |               |               |               |  |  |            |            |            |            |            |
|  |          | Morten Frost       | 15       | 15       |          |  |  |              |                    |              |              |              |  |  |                |               |               |               |               |  |  |            |            |            |            |            |
|  |          | Kwan Yoke Meng     | 4        | 1        |          |  |  |              | Morten Frost       | 15           | 15           |              |  |  |                |               |               |               |               |  |  |            |            |            |            |            |
|  |          | Pär-Gunnar Jönsson | 14       | 15       | 15       |  |  |              | Pär-Gunnar Jönsson | 7            | 4            |              |  |  |                |               |               |               |               |  |  |            |            |            |            |            |
|  |          | Thomas Kirkegaard  | 17       | 11       | 10       |  |  |              |                    |              |              |              |  |  | Morten Frost   | 17            | 15            |               |               |  |  |            |            |            |            |            |
|  |          | Darren Hall        | 12       | 15       | 15       |  |  |              |                    |              |              |              |  |  | Darren Hall    | 15            | 4             |               |               |  |  |            |            |            |            |            |
|  |          | Sung Han-kuk       | 15       | 11       | 4        |  |  |              | Darren Hall        | 15           | 15           |              |  |  |                |               |               |               |               |  |  |            |            |            |            |            |
|  |          | Vimal Kumar        | 18       | 15       |          |  |  |              | Vimal Kumar        | 11           | 11           |              |  |  |                |               |               |               |               |  |  |            |            |            |            |            |
|  |          | Peter Axelsson     | 13       | 7        |          |  |  |              |                    |              |              |              |  |  | Morten Frost   | 15            | 18            |               |               |  |  |            |            |            |            |            |
|  |          | Eddy Kurniawan     | 6        | 15       | 15       |  |  |              |                    |              |              |              |  |  | Eddy Kurniawan | 4             | 13            |               |               |  |  |            |            |            |            |            |
|  |          | Mike Butler        | 15       | 2        | 8        |  |  |              | Eddy Kurniawan     | 10           | 15           | 15           |  |  |                |               |               |               |               |  |  |            |            |            |            |            |
|  |          | Jan S. Andersen    | 15       | 15       |          |  |  |              | Jan S. Andersen    | 15           | 3            | 8            |  |  |                |               |               |               |               |  |  |            |            |            |            |            |
|  |          | Harald Klauer      | 11       | 3        |          |  |  |              |                    |              |              |              |  |  | Eddy Kurniawan | 15            | 15            |               |               |  |  |            |            |            |            |            |
|  |          | Nick Yates         | 9        | 15       | 15       |  |  |              |                    |              |              |              |  |  | Nick Yates     | 4             | 10            |               |               |  |  |            |            |            |            |            |
|  |          | Prakash Padukone   | 15       | 7        | 8        |  |  |              | Nick Yates         | 15           | 15           |              |  |  |                |               |               |               |               |  |  |            |            |            |            |            |
|  |          | Zhang Qingwu       | 15       | 15       |          |  |  |              | Zhang Qingwu       | 6            | 10           |              |  |  |                |               |               |               |               |  |  |            |            |            |            |            |
|  |          | Hiroki Etō         | 5        | 3        |          |  |  |              |                    |              |              |              |  |  |                |               |               |               |               |  |  |            |            |            |            |            |

## Dameneinzel

### Setzliste
1. Han Aiping
2. Hwang Hye-young
3. Kirsten Larsen
4. Zheng Yuli
5. Sumiko Kitada
6. Qian Ping
7. Gu Jiaming
8. Lee Young-suk

### 1. Runde
- Yoko Koizumi –  Lisbet Stuer-Lauridsen: 10-12 / 11-7 ret.
- Hisako Takamine –  Vlada Belyutina: 7-11 / 11-2 / 12-9
- Kho Mei Hwa –  Catrine Bengtsson: 12-11 / 11-6
- Charlotte Hattens –  Piyathip Sansaniyakulvilai: 11-3 / 111-3
- Kimiko Jinnai –  Madhumita Bisht: 11-7 / 11-5
- Jennifer Allen –  Katrin Schmidt: 11-8 / 11-7
- Julie Munday –  Charlotta Wihlborg: 11-7 / 11-3
- Kumiko Kitamoto –  Astrid van der Knaap: 10-12 / 11-4 / 12-10
- Gillian Gowers –  Jaroensiri Somhasurthai: 11-1 / 11-6
- Irina Rozhkova –  Amy Chan: 11-8 / 11-8
- Christina Bostofte –  Margit Borg: 11-3 / 6-11 / 11-3
- Lee Jung-mi –  Sarah Hore: w.o.
- Christine Magnusson –  Anne Gibson: 4-11 / 12-9 / 12-10
- Suzanne Louis-Lane –  Lotte Olsen: 7-11 / 11-3 / 11-4
- Eline Coene –  Marian Christiansen: 11-4 / 11-6
- Susi Susanti –  Pernille Nedergaard: 5-11 / 11-5 / 11-5
- Han Aiping –  Erica van den Heuvel: 11-3 / 11-7

### Sektion 1
|  | 2. Runde | 2. Runde            | 2. Runde | 2. Runde | 2. Runde |  |  | Achtelfinale | Achtelfinale        | Achtelfinale | Achtelfinale | Achtelfinale |  |  | Viertelfinale | Viertelfinale | Viertelfinale | Viertelfinale | Viertelfinale |  |  | Halbfinale | Halbfinale | Halbfinale | Halbfinale | Halbfinale |
|  |          |                     |          |          |          |  |  |              |                     |              |              |              |  |  |               |               |               |               |               |  |  |            |            |            |            |            |
|  |          | Gu Jiaming          | 11       | 11       |          |  |  |              |                     |              |              |              |  |  |               |               |               |               |               |  |  |            |            |            |            |            |
|  |          | Hideyo Noguchi      | 9        | 2        |          |  |  |              | Gu Jiaming          | 11           | 11           |              |  |  |               |               |               |               |               |  |  |            |            |            |            |            |
|  |          | Christine Magnusson | 11       | 12       |          |  |  |              | Christine Magnusson | 4            | 3            |              |  |  |               |               |               |               |               |  |  |            |            |            |            |            |
|  |          | Suzanne Louis-Lane  | 4        | 9        |          |  |  |              |                     |              |              |              |  |  | Gu Jiaming    | 11            | 12            |               |               |  |  |            |            |            |            |            |
|  |          | Helen Troke         | 11       | 8        | 11       |  |  |              |                     |              |              |              |  |  | Helen Troke   | 4             | 10            |               |               |  |  |            |            |            |            |            |
|  |          | Hwang Hye-young     | 3        | 11       | 8        |  |  |              | Helen Troke         | 1            | 11           | 12           |  |  |               |               |               |               |               |  |  |            |            |            |            |            |
|  |          | Susi Susanti        | 11       | 11       |          |  |  |              | Susi Susanti        | 11           | 1            | 11           |  |  |               |               |               |               |               |  |  |            |            |            |            |            |
|  |          | Eline Coene         | 4        | 9        |          |  |  |              |                     |              |              |              |  |  | Gu Jiaming    | 11            | 11            |               |               |  |  |            |            |            |            |            |
|  |          | Zheng Yuli          | 11       | 11       |          |  |  |              |                     |              |              |              |  |  | Zheng Yuli    | 5             | 4             |               |               |  |  |            |            |            |            |            |
|  |          | Monique Hoogland    | 1        | 6        |          |  |  |              | Zheng Yuli          | 11           | 11           |              |  |  |               |               |               |               |               |  |  |            |            |            |            |            |
|  |          | Christina Bostofte  | 11       | 7        | 11       |  |  |              | Christina Bostofte  | 5            | 4            |              |  |  |               |               |               |               |               |  |  |            |            |            |            |            |
|  |          | Lee Jung-mi         | 3        | 11       | 4        |  |  |              |                     |              |              |              |  |  | Zheng Yuli    | 1             | 11            | 11            |               |  |  |            |            |            |            |            |
|  |          | Sumiko Kitada       | 11       | 11       |          |  |  |              |                     |              |              |              |  |  | Sumiko Kitada | 11            | 7             | 5             |               |  |  |            |            |            |            |            |
|  |          | Claire Sharpe       | 4        | 6        |          |  |  |              | Sumiko Kitada       | 11           | 11           |              |  |  |               |               |               |               |               |  |  |            |            |            |            |            |
|  |          | Gillian Gowers      | 9        | 11       | 11       |  |  |              | Gillian Gowers      | 5            | 5            |              |  |  |               |               |               |               |               |  |  |            |            |            |            |            |
|  |          | Irina Rozhkova      | 11       | 6        | 5        |  |  |              |                     |              |              |              |  |  |               |               |               |               |               |  |  |            |            |            |            |            |

### Sektion 2
|  | 2. Runde | 2. Runde          | 2. Runde | 2. Runde | 2. Runde |  |  | Achtelfinale | Achtelfinale      | Achtelfinale | Achtelfinale | Achtelfinale |  |  | Viertelfinale  | Viertelfinale | Viertelfinale | Viertelfinale | Viertelfinale |  |  | Halbfinale | Halbfinale | Halbfinale | Halbfinale | Halbfinale |
|  |          |                   |          |          |          |  |  |              |                   |              |              |              |  |  |                |               |               |               |               |  |  |            |            |            |            |            |
|  |          | Lee Young-suk     | 11       | 11       | 11       |  |  |              |                   |              |              |              |  |  |                |               |               |               |               |  |  |            |            |            |            |            |
|  |          | Sara Halsall      | 12       | 8        | 2        |  |  |              | Lee Young-suk     | 11           | 11           |              |  |  |                |               |               |               |               |  |  |            |            |            |            |            |
|  |          | Charlotte Hattens | 11       | 6        | 12       |  |  |              | Charlotte Hattens | 5            | 7            |              |  |  |                |               |               |               |               |  |  |            |            |            |            |            |
|  |          | Kho Mei Hwa       | 4        | 11       | 10       |  |  |              |                   |              |              |              |  |  | Lee Young-suk  | 11            | 0             | 11            |               |  |  |            |            |            |            |            |
|  |          | Han Aiping        | 11       | 11       |          |  |  |              |                   |              |              |              |  |  | Han Aiping     | 6             | 11            | 6             |               |  |  |            |            |            |            |            |
|  |          | Erica van Dijk    | 3        | 7        |          |  |  |              | Han Aiping        | 11           | 11           |              |  |  |                |               |               |               |               |  |  |            |            |            |            |            |
|  |          | Yoko Koizumi      | 10       | 11       | 11       |  |  |              | Yoko Koizumi      | 1            | 3            |              |  |  |                |               |               |               |               |  |  |            |            |            |            |            |
|  |          | Hisako Takamine   | 12       | 7        | 5        |  |  |              |                   |              |              |              |  |  | Lee Young-suk  | 11            | 11            |               |               |  |  |            |            |            |            |            |
|  |          | Kirsten Larsen    | 11       | 11       |          |  |  |              |                   |              |              |              |  |  | Kirsten Larsen | 3             | 3             |               |               |  |  |            |            |            |            |            |
|  |          | Fiona Elliott     | 4        | 6        |          |  |  |              | Kirsten Larsen    | 11           | 11           |              |  |  |                |               |               |               |               |  |  |            |            |            |            |            |
|  |          | Kimiko Jinnai     | 11       | 11       |          |  |  |              | Kimiko Jinnai     | 5            | 8            |              |  |  |                |               |               |               |               |  |  |            |            |            |            |            |
|  |          | Jennifer Allen    | 4        | 2        |          |  |  |              |                   |              |              |              |  |  | Kirsten Larsen | 11            | 11            |               |               |  |  |            |            |            |            |            |
|  |          | Qian Ping         | 11       | 11       |          |  |  |              |                   |              |              |              |  |  | Qian Ping      | 5             | 3             |               |               |  |  |            |            |            |            |            |
|  |          | Denyse Julien     | 3        | 7        |          |  |  |              | Qian Ping         | 11           | 11           |              |  |  |                |               |               |               |               |  |  |            |            |            |            |            |
|  |          | Julie Munday      | 11       | 11       |          |  |  |              | Julie Munday      | 2            | 0            |              |  |  |                |               |               |               |               |  |  |            |            |            |            |            |
|  |          | Kumiko Kitamoto   | 8        | 3        |          |  |  |              |                   |              |              |              |  |  |                |               |               |               |               |  |  |            |            |            |            |            |

## Herrendoppel

### 1. Runde
- Cheah Soon Kit /  Ong Beng Tiong –  Richard Outterside /  Brian Wallwork: 15-5 / 15-2
- Andrei Antropow /  Sergey Sevryukov –  Jon Holst-Christensen /  Thomas Kirkegaard: 15-8 / 7-15 / 15-6
- Alex Meijer /  Pierre Pelupessy –  Harald Klauer /  Guido Schänzler: 17-16 / 15-9
- Jesper Knudsen /  Henrik Svarrer –  Nick Ponting /  Norman Wheatley: 15-8 / 15-5
- Mark Elliott /  Anders Nielsen –  Mervin Gibbs /  Martyn Hindle: 15-8 / 16-18 / 15-5
- Mark Christiansen /  Stefan Karlsson –  Tetsuaki Inoue /  Hiroshi Nishiyama: 15-11 / 18-17
- Hadibowo /  Icuk Sugiarto –  Peter Knudsen /  Kim Levin: 15-0 / 15-10
- Miles Johnson /  Andy Salvidge –  Bent Svenningsen /  Anders Nielsen: 15-2 / 9-15 / 15-8
- Chen Hongyong /  Chen Kang –  Ong Ewe Chye /  Rahman Sidek: 15-10 / 15-8
- Koji Honda /  Kiyonori Kogai –  David Shaylor /  Dan Travers: 15-7 / 15-5
- Poul-Erik Høyer Larsen /  Claus Thomsen –  Michael Adams /  Dave Wright: 12-15 / 15-10 / 15-9
- Rikard Rönnblom /  Erik Söderberg –  Ravi Kunte /  Uday Pawar: 9-15 / 15-13 / 15-6
- Lars Pedersen /  Claus Overbeck –  Thomas Künstler /  Thomas Wurm: 15-7 / 15-13
- Volker Eiber /  Ralf Rausch –  Thomas Madsen /  Johnny Sørensen: 15-10 / 15-7
- Bobby Ertanto /  Rudy Gunawan –  Steve Butler /  Chris Rees: 15-8 / 15-9
- Nigel Tier /  Mike Tredgett –  Øyvind Berntsen /  Hans Sperre: 15-7 / 15-8

### 2. Runde
- Li Yongbo /  Tian Bingyi –  John Britton /  Chris Jogis: 15-4 / 15-6
- Cheah Soon Kit /  Ong Beng Tiong –  Andrei Antropow /  Sergey Sevryukov: 15-7 / 15-10
- Sawei Chanseorasmee /  Sakrapee Thongsari –  Peter Axelsson /  Jens Olsson: 15-11 / 15-5
- Jesper Knudsen /  Henrik Svarrer –  Alex Meijer /  Pierre Pelupessy: 15-6 / 7-15 / 15-6
- Michael Kjeldsen /  Jens Peter Nierhoff –  Bryan Blanshard /  Ian Johnston: 15-8 / 15-8
- Mark Christiansen /  Stefan Karlsson –  Mark Elliott /  Anders Nielsen: 9-15 / 15-12 / 15-1
- Iain Pringle /  Alex White –  Jan-Eric Antonsson /  Pär-Gunnar Jönsson: 17-14 / 15-10
- Hadibowo /  Icuk Sugiarto –  Miles Johnson /  Andy Salvidge: 15-7 / 15-11
- Chen Hongyong /  Chen Kang –  Koji Honda /  Kiyonori Kogai: 15-10 / 15-4
- Steen Fladberg /  Jan Paulsen –  Mike Butler /  David Humble: 15-11 / 15-8
- Rikard Rönnblom /  Erik Söderberg –  Poul-Erik Høyer Larsen /  Claus Thomsen: 15-7 / 1-15 / 15-12
- Kim Moon-soo /  Park Joo-bong –  Hiroki Eto /  Tatsuya Yanagiya: 15-9 / 15-6
- Volker Eiber /  Ralf Rausch –  Lars Pedersen /  Claus Overbeck: 15-10 / 13-15 / 18-14
- Shuji Matsuno /  Shinji Matsuura –  Martin Dew /  Andy Goode: 17-15 / 16-17 / 15-5
- Bobby Ertanto /  Rudy Gunawan –  Nigel Tier /  Mike Tredgett: 15-8 / 9-15 / 15-3
- Jalani Sidek /  Razif Sidek –  Max Gandrup /  Thomas Lund: 11-15 / 15-13 / 15-12

### Achtelfinale
- Li Yongbo /  Tian Bingyi –  Cheah Soon Kit /  Ong Beng Tiong: 15-5 / 15-3
- Sawei Chanseorasmee /  Sakrapee Thongsari –  Jesper Knudsen /  Henrik Svarrer: 9-15 / 15-11 / 15-5
- Michael Kjeldsen /  Jens Peter Nierhoff –  Mark Christiansen /  Stefan Karlsson: 15-1 / 15-10
- Hadibowo /  Icuk Sugiarto –  Iain Pringle /  Alex White: 15-10 / 15-13
- Chen Hongyong /  Chen Kang –  Steen Fladberg /  Jan Paulsen: 13-15 / 15-9 / 15-4
- Kim Moon-soo /  Park Joo-bong –  Rikard Rönnblom /  Erik Söderberg: 15-6 / 15-5
- Shuji Matsuno /  Shinji Matsuura –  Volker Eiber /  Ralf Rausch: 15-4 / 15-6
- Jalani Sidek /  Razif Sidek –  Bobby Ertanto /  Rudy Gunawan: 14-18 / 15-4 / 15-5

### Viertelfinale
- Li Yongbo /  Tian Bingyi –  Sawei Chanseorasmee /  Sakrapee Thongsari: 15-2 / 15-4
- Michael Kjeldsen /  Jens Peter Nierhoff –  Hadibowo /  Icuk Sugiarto: 15-7 / 15-3
- Kim Moon-soo /  Park Joo-bong –  Chen Hongyong /  Chen Kang: 15-8 / 15-5
- Jalani Sidek /  Razif Sidek –  Shuji Matsuno /  Shinji Matsuura: 2-15 / 15-12 / 15-9

### Halbfinale
- Li Yongbo /  Tian Bingyi –  Michael Kjeldsen /  Jens Peter Nierhoff: 15-1 / 15-8
- Jalani Sidek /  Razif Sidek –  Kim Moon-soo /  Park Joo-bong: 15-12 / 15-3

### Finale
- Li Yongbo /  Tian Bingyi –  Jalani Sidek /  Razif Sidek: 15-6 / 15-7

## Damendoppel

### 1. Runde
- Lin Ying /  Guan Weizhen –  Monique Hoogland /  Astrid van der Knaap: 15-3 / 15-6
- Karen Beckman /  Helen Troke –  Cheryl Cooke /  Jillian Wallwork: 15-18 / 15-8 / 15-2
- Kim Yun-ja /  Chung So-young –  Christina Bostofte /  Charlotte Madsen: 15-8 / 15-5
- Cheryl Johnson /  Claire Palmer –  Irina Rozhkova /  Julia Zhilikovskaia: 3-15 / 15-9 / 15-7
- Dorte Kjær /  Nettie Nielsen –  Sara Sankey /  Fiona Elliott: 15-5 / 15-5
- Kimiko Jinnai /  Hisako Takamine –  Karin Ericsson /  Charlotta Wihlborg: 15-4 / 15-10
- Verawaty Fajrin /  Rosiana Tendean –  Betty Blair /  Lisa Chapman: 15-8 / 15-4
- Jaroensiri Somhasurthai /  Piyathip Sansaniyakulvilai –  Marian Christiansen /  Birgitte Hindse: 15-5 / 15-11
- Gillian Gilks /  Charlotte Hattens –  Kumiko Kitamoto /  Hideyo Noguchi: 15-6 / 11-15 / 15-12
- Grete Mogensen /  Gitte Paulsen –  Gillian Clark /  Gillian Gowers: 10-15 / 15-6 / 15-12
- Johanne Falardeau /  Denyse Julien –  Chika Tanifuji /  Hiromi Tsukioka: 15-6 / 15-7
- Sumiko Kitada /  Yoko Koizumi –  Maria Bengtsson /  Christine Magnusson: 15-6 / 15-6
- Eline Coene /  Erica van den Heuvel –  Vlada Belyutina /  Viktoria Pron: 15-12 / 15-7
- Lao Yujing /  Zheng Yuli –  Annette Bernth /  Anne Mette Bille: 15-5 / 15-11
- Katrin Schmidt /  Kirsten Schmieder –  Pernille Dupont /  Lotte Olsen: 18-15 / 15-9
- Chung Myung-hee /  Hwang Hye-young –  Felicity Gallup /  Tracy Salmon: 15-1 / 15-3

### Achtelfinale
- Lin Ying /  Guan Weizhen –  Karen Beckman /  Helen Troke: 15-4 / 15-2
- Kim Yun-ja /  Chung So-young –  Cheryl Johnson /  Claire Palmer: 15-4 / 15-4
- Dorte Kjær /  Nettie Nielsen –  Kimiko Jinnai /  Hisako Takamine: 18-17 / 15-5
- Verawaty Fajrin /  Rosiana Tendean –  Jaroensiri Somhasurthai /  Piyathip Sansaniyakulvilai: 15-0 / 18-16
- Grete Mogensen /  Gitte Paulsen –  Gillian Gilks /  Charlotte Hattens: 18-17 / 6-15 / 15-10
- Sumiko Kitada /  Yoko Koizumi –  Johanne Falardeau /  Denyse Julien: 17-14 / 15-6
- Lao Yujing /  Zheng Yuli –  Eline Coene /  Erica van den Heuvel: 15-7 / 15-10
- Chung Myung-hee /  Hwang Hye-young –  Katrin Schmidt /  Kirsten Schmieder: 17-15 / 15-10

### Viertelfinale
- Kim Yun-ja /  Chung So-young –  Lin Ying /  Guan Weizhen: 2-15 / 17-14 / 15-10
- Dorte Kjær /  Nettie Nielsen –  Verawaty Fajrin /  Rosiana Tendean: 11-15 / 15-8 / 15-1
- Sumiko Kitada /  Yoko Koizumi –  Grete Mogensen /  Gitte Paulsen: 15-6 / 11-15 / 15-12
- Chung Myung-hee /  Hwang Hye-young –  Lao Yujing /  Zheng Yuli: 15-9 / 15-5

### Halbfinale
- Kim Yun-ja /  Chung So-young –  Dorte Kjær /  Nettie Nielsen: 15-3 / 15-10
- Chung Myung-hee /  Hwang Hye-young –  Sumiko Kitada /  Yoko Koizumi: 15-2 / 15-11

### Finale
- Kim Yun-ja /  Chung So-young –  Chung Myung-hee /  Hwang Hye-young: 15-8 / 9-15 ret.

## Mixed

### 1. Runde
- Wang Pengren /  Shi Fangjing –  Volker Eiber /  Mechtild Hagemann: 15-2 / 18-17
- Thomas Lund /  Pernille Dupont –  Michael Brown /  Jillian Wallwork: 15-11 / 15-2
- Richard Outterside /  Fiona Elliott –  Lee Sang-bok /  Chung So-young: w.o.
- Sergey Sevryukov /  Irina Serova –  Stefan Karlsson /  Charlotta Wihlborg: 15-3 / 15-10
- Steen Fladberg /  Gillian Clark –  Miles Johnson /  Suzanne Louis-Lane: 15-3 / 15-4
- Henrik Svarrer /  Dorte Kjær –  Mike Butler /  Claire Backhouse: 18-15 / 15-10
- Jan Paulsen /  Gitte Paulsen –  Martin Dew /  Gillian Gilks: 15-8 / 15-7
- Mike Bitten /  Doris Piché –  Harald Klauer /  Katrin Schmidt: 15-8 / 15-12
- Hiroki Eto /  Kumiko Kitamoto –  Mark Christiansen /  Marian Christiansen: 15-8 / 15-9
- Nigel Tier /  Sara Sankey –  Torben Rasmussen /  Charlotte Bornemann: 15-8 / 17-16
- Claus Thomsen /  Grete Mogensen –  Anil Kaul /  Chantal Jobin: 15-8 / 15-7
- Jan-Eric Antonsson /  Maria Bengtsson –  Andrei Antropow /  Viktoria Pron: 17-18 / 15-8 / 15-9
- Jesper Knudsen /  Nettie Nielsen –  Lars Petersen /  Anne Mette Bille: 15-6 / 3-15 / 15-5
- Chan Chi Choi /  Amy Chan –  Andy Salvidge /  Cheryl Johnson: 15-2 / 15-9
- Max Gandrup /  Charlotte Madsen –  Alex Meijer /  Erica van den Heuvel: 15-12 / 15-12
- Andy Goode /  Gillian Gowers –  Sompol Kukasemkij /  Jaroensiri Somhasurthai: 15-7 / 15-5

### Achtelfinale
- Wang Pengren /  Shi Fangjing –  Thomas Lund /  Pernille Dupont: 15-6 / 14-18 / 15-14
- Sergey Sevryukov /  Irina Rozhkova –  Richard Outterside /  Fiona Elliott: 15-9 / 15-8
- Henrik Svarrer /  Dorte Kjær –  Steen Fladberg /  Gillian Clark: 16-17 / 15-7 / 15-4
- Jan Paulsen /  Gitte Paulsen –  Mike Bitten /  Doris Piché: 15-4 / 15-12
- Nigel Tier /  Sara Sankey –  Hiroki Eto /  Kumiko Kitamoto: 15-10 / 15-1
- Jan-Eric Antonsson /  Maria Bengtsson –  Claus Thomsen /  Grete Mogensen: 15-13 / 18-16
- Jesper Knudsen /  Nettie Nielsen –  Chan Chi Choi /  Amy Chan: 15-6 / 5-15 / 15-5
- Andy Goode /  Gillian Gowers –  Max Gandrup /  Charlotte Madsen: 15-4 / 15-4

### Viertelfinale
- Wang Pengren /  Shi Fangjing –  Sergey Sevryukov /  Irina Rozhkova: 15-6 / 15-4
- Henrik Svarrer /  Dorte Kjær –  Jan Paulsen /  Gitte Paulsen: 15-6 / 15-10
- Jan-Eric Antonsson /  Maria Bengtsson –  Nigel Tier /  Sara Sankey: 15-9 / 15-9
- Jesper Knudsen /  Nettie Nielsen –  Andy Goode /  Gillian Gowers: 15-12 / 18-15

### Halbfinale
- Wang Pengren /  Shi Fangjing –  Henrik Svarrer /  Dorte Kjær: 18-15 / 15-9
- Jesper Knudsen /  Nettie Nielsen –  Jan-Eric Antonsson /  Maria Bengtsson: 15-11 / 15-10

### Finale
- Wang Pengren /  Shi Fangjing –  Jesper Knudsen /  Nettie Nielsen: 15-2 / 18-13